# 土佐くろしお鉄道TKT-8000形気動車
土佐くろしお鉄道TKT-8000形気動車 （とさくろしおてつどうTKT-8000がたきどうしゃ）は、1988年（昭和63年）から1999年（平成11年）にかけて8両が製造された土佐くろしお鉄道宿毛線・中村線用の気動車である。製造時により、走行装置、内装などに変化がある。

## 概要
1988年（昭和63年）4月に日本国有鉄道（国鉄）の特定地方交通線だった四国旅客鉄道（JR四国）中村線を第三セクターに転換して開業した土佐くろしお鉄道が開業に際して5両、宿毛線開業時に2両、その後1両を投入した気動車である。第三セクター鉄道では製造者が準備した標準仕様に近いものを採用する事例が多かったが、TKT-8000形は車体寸法、材質などが製造者の標準仕様と異なっている。開業時に投入された5両とそれ以外ではエンジンなどが異なり、最初の5両では新潟鐵工所製6H13ASディーゼルエンジンを183 kW（250 PS）に設定して、のちに製造された3両では新潟鐵工所製DMF13HZを242 kW（330 PS）に設定して採用した。全車正面貫通式、両運転台、トイレありで、各車両に愛称がつけられている。最後に製造された1両以外はセミクロスシート、最後の1両はお座敷車としても使用できるイベント対応のロングシートである。2011年（平成23年）3月にイベント対応車を除く7両の外装が沿線自治体のラッピングに変更されている。
| 車号           | TKT-8001-8005                                  | TKT-8011・8012                                           | TKT-8021                                                 |
| 座席           | セミクロス                                     | セミクロス                                               | ロング                                                   |
| 定員（人）     | 105                                            | 108                                                      | 115                                                      |
| 座席定員（人） | 45                                             | 45                                                       | 45                                                       |
| 自重（t）      | 29.0                                           | 29.8                                                     | 29.5                                                     |
| 台車           | 枕ばね:上枕空気ばね 軸箱支持:軸ばね式 NP120D/T | 枕ばね:ボルスタレス空気ばね 軸箱支持:積層ゴム式 NP131D/T | 枕ばね:ボルスタレス空気ばね 軸箱支持:積層ゴム式 NP131D/T |
| 車輪径(mm)     | 762                                            | 860                                                      | 860                                                      |
| 固定軸距(mm)   | 1,800                                          | 2,100                                                    | 2,100                                                    |
| 機関           | 6H13AS                                         | DMF13HZ                                                  | DMF13HZ                                                  |
| 機関出力       | 183 kW（250 PS）/ 1,900 RPM                    | 242 kW（330 PS）/ 2,000 RPM                              | 242 kW（330 PS）/ 2,000 RPM                              |
| 変速機         | 液体式（TACN-22-1100）                         | 液体式（TACN-22-1621）                                   | 液体式（TACN-22-1621）                                   |
| 冷房装置       | サブエンジン式（AU34）                         | 機関直結式（型式不明）                                   | 機関直結式（型式不明）                                   |

## 車体
第三セクター鉄道会社は新潟鐵工所製のNDCまたは富士重工業製のLE-Carと呼ばれるレールバス型気動車を導入する事例が多かったが、TKT-8000形は全車新潟鐵工所製であるものの、車体全長、幅、車体材質が標準型と異なり、国鉄キハ31形気動車と同寸法の長さ17,750 mm、幅2,800 mmのステンレス製である。前面貫通式、乗務員室は左側で、乗務員用扉は設けられていない。900 mm幅の折り戸の客用扉が片側2か所、運転室がない側は車端に、運転室がある側は運転室小窓の直後に設けられた。扉間には中央部に幅1,470 mm幅の固定窓3組が設けられ、その両側に780 mm幅の1枚上昇式窓3組が設けられた。全車洋式トイレが設けられ、トイレのある部分は窓2枚がなく、ドア開閉時の監視用の小窓がドアとトイレの間に設けられた。車体外部側面窓下にはマリンブルーとライトブルーの帯が入り、正面貫通扉と側面扉脇に愛称のマークが入れられた。
TKT-8001 - 8005、8011、8012の車内セミクロスシートで、ドア付近はロングシート、車体中央部に2人掛転換クロスシートが通路の両側に6脚ずつ配置されている。TKT-8021は日本宝くじ協会の助成を受けた宝くじ号で、全席ロングシート、床面に畳を敷いてお座敷車として使用することができる。全車ワンマン運転用の機器を備える。

## 走行装置
TKT-8001 - 8005は新潟鐵工所製6H13AS（DMF13HS）ディーゼルエンジン1基を定格出力183 kW（250 PS） / 1,900 rpmで、それ以外は同社製DMF13HZエンジン1基を定格出力242 kW（330 PS）で使用している。動力はTKT-8001 - 8005は新潟コンバーター製TACN-22-1100液体変速機を、それ以外はTACN-22-1621液体変速機を介して2軸駆動の台車に伝達される。TKT-8001 - 8005の台車はNP120D/T（枕ばね:上枕空気ばね、軸箱支持:軸ばね式）、それ以外の台車はNP131D/T（枕ばね:ボルスタレス空気ばね、軸箱支持:積層ゴム式）となっている。制動装置はDE1A自動空気ブレーキで、JR四国の在来型気動車と連結運転することができる。

## 空調装置
TKT-8001 - 8005の冷房装置は勾配区間でも冷房効果が落ちないよう専用機関で駆動される能力30.4 kW（26,000 kcal/h）のAU34、それ以外は機関直結式の36.1 kW（31,000 kcal/h）のものが搭載された。暖房装置はエンジン排熱を利用した温風式である。

## 改造工事
登場後、各種の改造工事が行われている。

### 更新工事
2010年（平成22年）度にTKT-8005に、2011年（平成23年）度にTKT-8001に対して更新工事が施工されている。

### 車体ラッピング
2006年（平成18年）4月にイベント対応仕様のTKT-8021にやなせたかしデザインによる「だるま夕日」、2011年（平成23年）3月に一般仕様の7両に沿線自治体のイメージをもとにしたラッピングが施された。

TKT-8000形の車体ラッピング
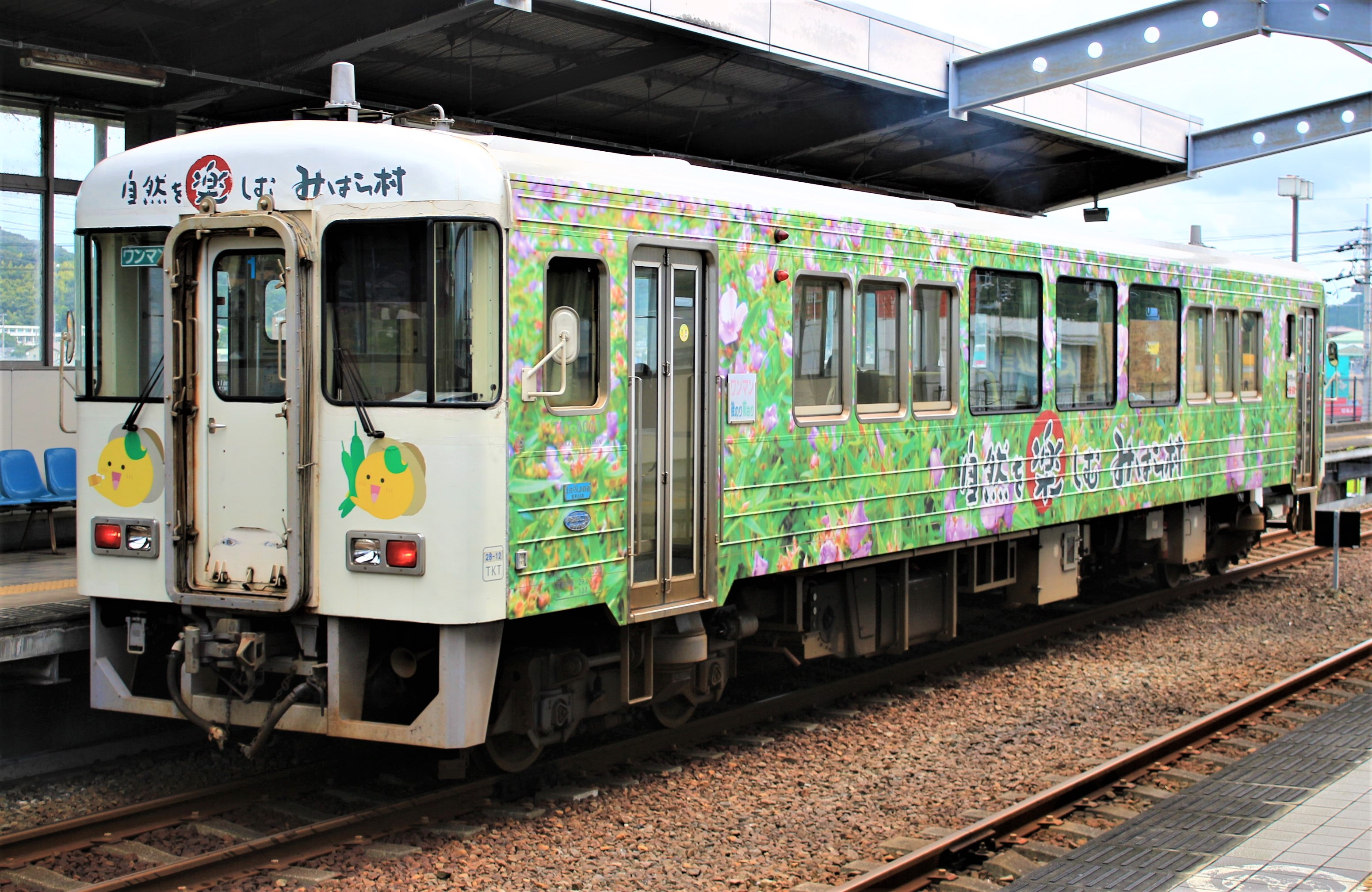
TKT-8001 三原村
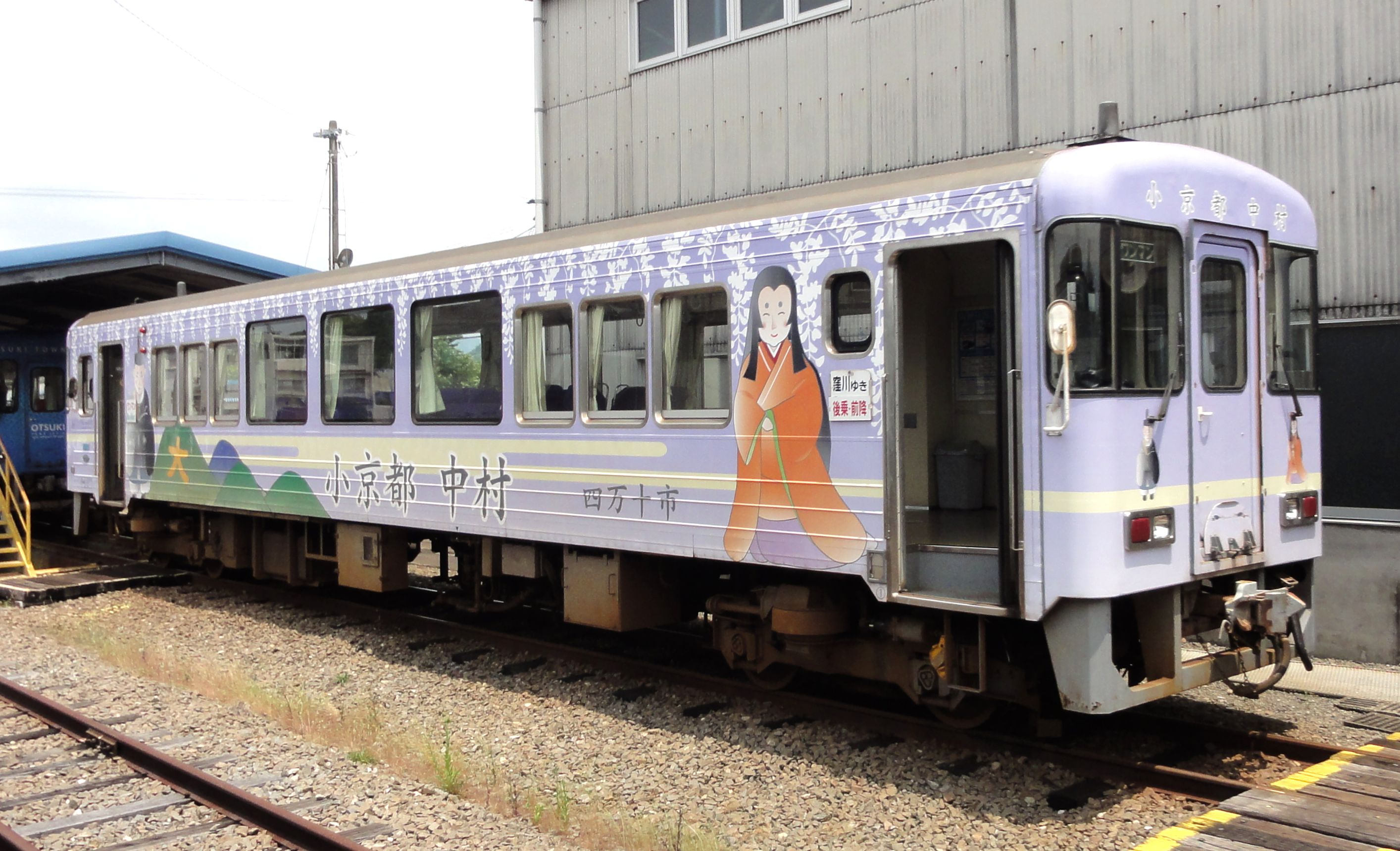
TKT-8003 四万十市
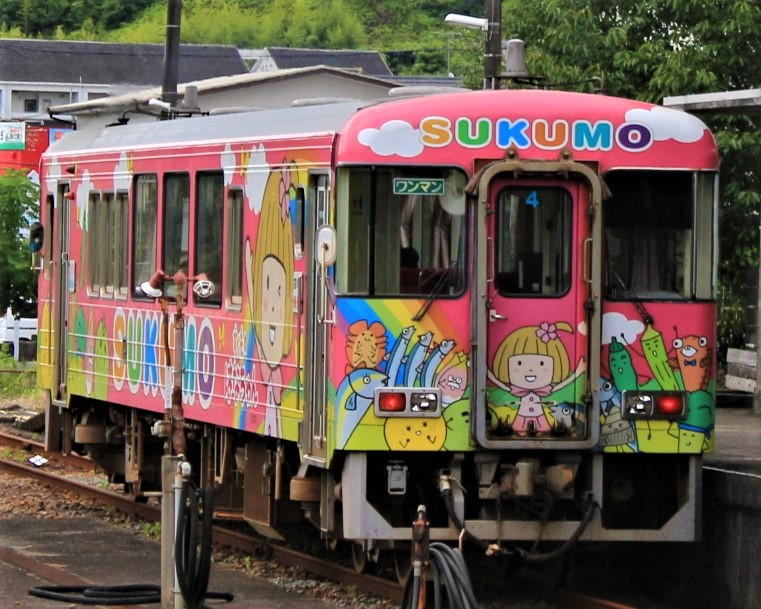
TKT-8004 宿毛市
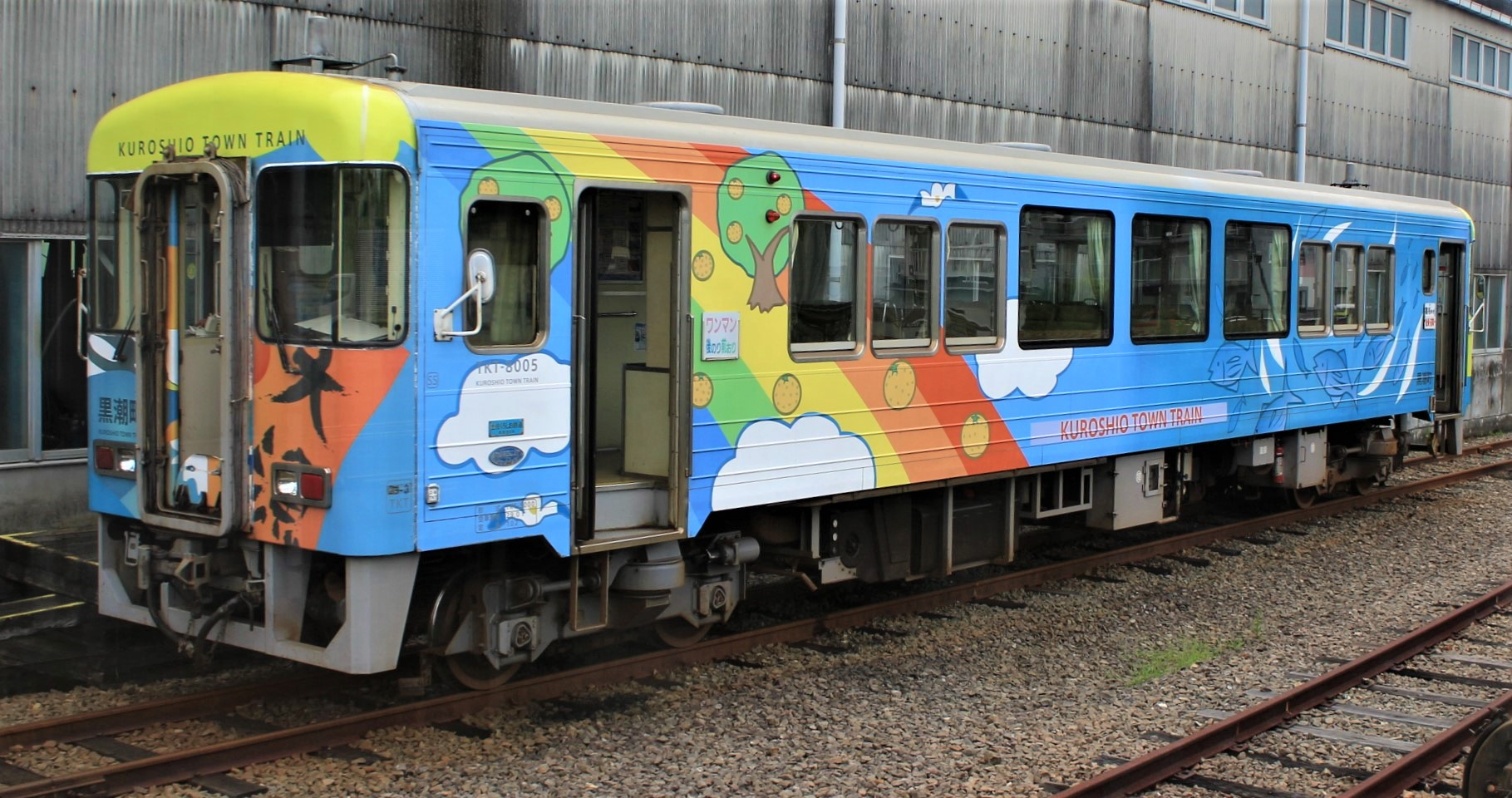
TKT-8005 黒潮町
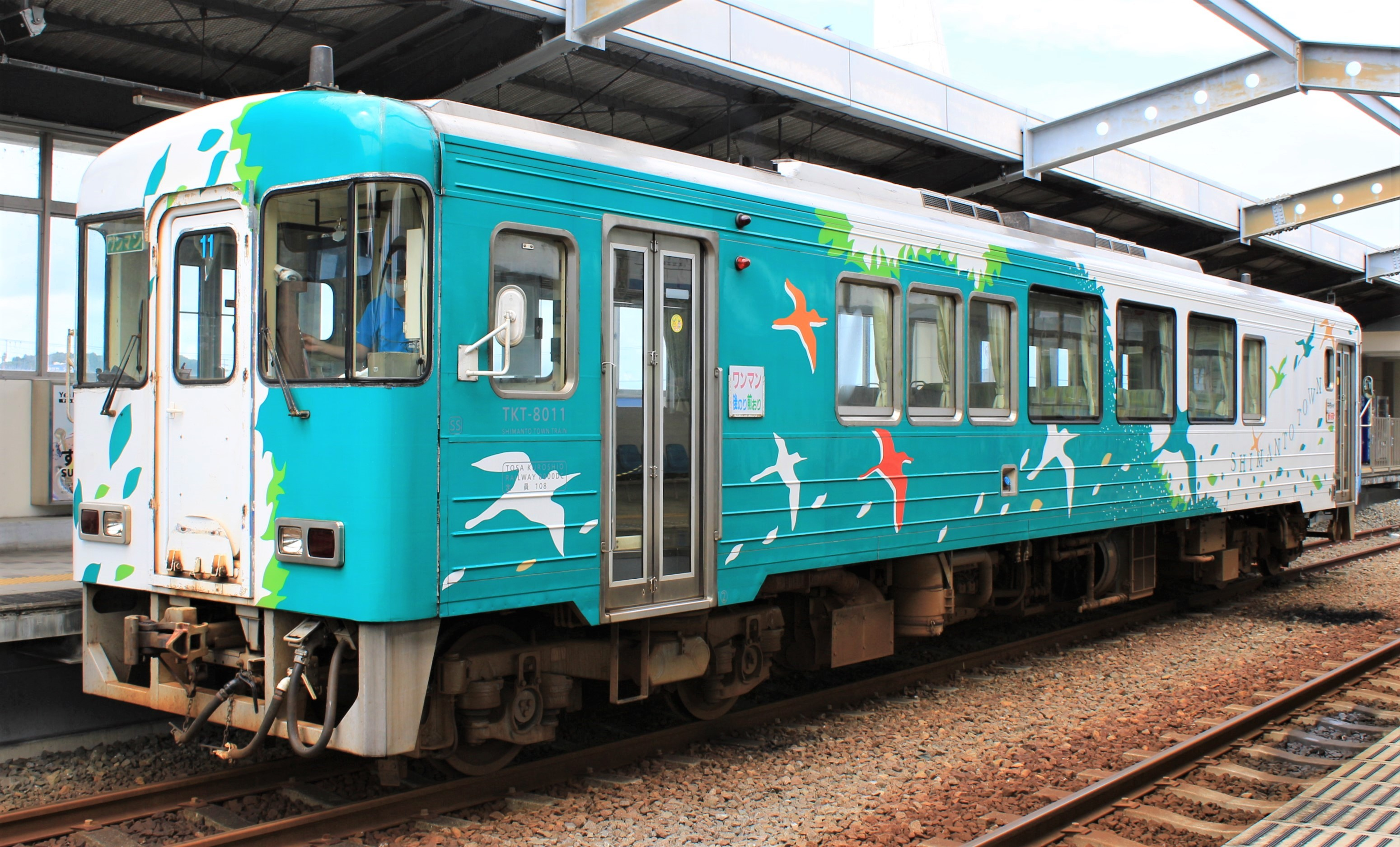
TKT-8011 四万十町
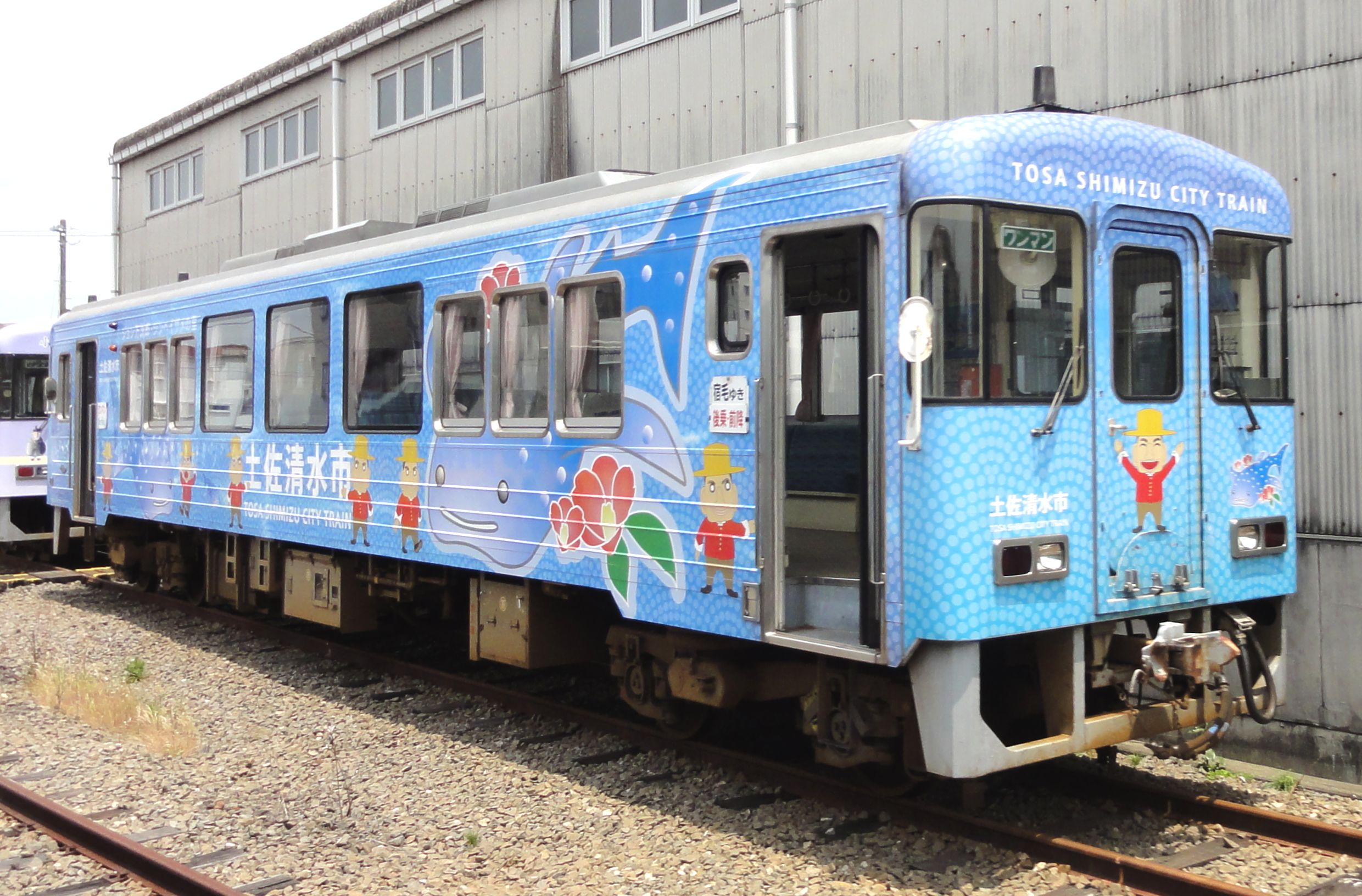
TKT-8012 土佐清水市
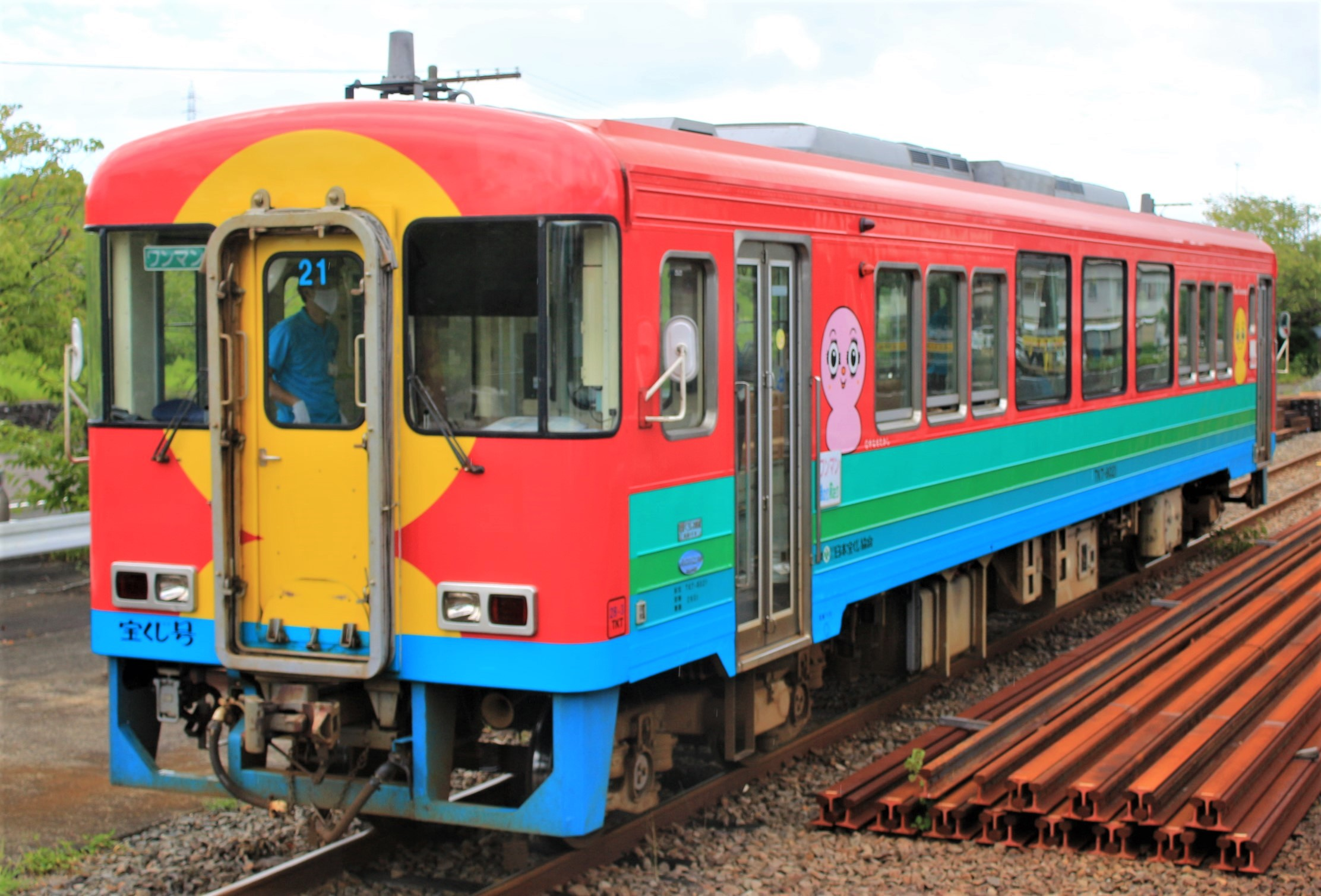
TKT-8021 だるま夕日号

### 車椅子対応工事
2011年（平成23年）10月から11月にかけて、TKT-8001 - 8005に車椅子スペース設置工事が、TKT8011、8012、8021に車椅子固定用のロープが設置された。

## 車歴
| 形式     | 車両番号 | 愛称         | 製造年     | 更新     | ラッピング自治体 | 廃車 |
| -------- | -------- | ------------ | ---------- | -------- | ---------------- | ---- |
| TKT-8000 | 8001     | とんぼ       | 1988年2月  | 2011年度 | 三原村           | -    |
| TKT-8000 | 8002     | 椿           | 1988年2月  | -        | 大月町           | -    |
| TKT-8000 | 8003     | くろしお     | 1988年2月  | -        | 四万十市         | -    |
| TKT-8000 | 8004     | さんご       | 1988年2月  | -        | 宿毛市           | -    |
| TKT-8000 | 8005     | 四万十       | 1988年2月  | 2010年度 | 黒潮町           | -    |
| TKT-8000 | 8011     | さくら       | 1997年7月  | -        | 四万十町         | -    |
| TKT-8000 | 8012     | ジョン万     | 1997年7月  | -        | 土佐清水市       | -    |
| TKT-8000 | 8021     | ヤイロチョウ | 1999年11月 | -        | だるま夕日       | -    |

## 運用
1988年（昭和63年）4月1日にJR四国 中村線窪川駅 - 中村駅間43.0 kmが第三セクター土佐くろしお鉄道に移管されることに伴い、TKT-8000形5両が新潟鐵工所で製造された。1997年（平成9年）10月に宿毛線中村駅 - 宿毛駅間23.6 kmが開業、2両が増備されたが、エンジン、台車、空調方式などが変更されている。1999年（平成11年）には日本宝くじ協会の助成を受けたイベント対応の1両が追加されている。2013年10月から週末を中心にTKT-8021を「サイクルトレイン」として運行している。

### 書籍
- 寺田 祐一『私鉄気動車30年』JTBパブリッシング、2006年。ISBN 4-533-06532-5。

### 雑誌記事
- 『鉄道ピクトリアル』通巻512号「新車年鑑1989年版」（1989年5月・電気車研究会）
  - 藤井 信夫・大幡 哲海・岸上 明彦「各社別車両情勢」 pp. 93-123
  - 土佐くろしお鉄道（株）運輸部長 岡 泰弘「土佐くろしお鉄道 TKT-8000形」 pp. 197
  - 「民鉄車両諸元表」 pp. 230-232
  - 「竣工月日表」 pp. 232-242

- 『鉄道ピクトリアル』通巻658号「<特集> レールバス」（1998年9月・電気車研究会）
  - 「第三セクター・私鉄向け 軽快気動車の発達 新潟鉄工所 NDC」 pp. 32-35
  - 高嶋修一「第三セクター・私鉄向け軽快気動車の系譜」 pp. 42-55

- 『鉄道ピクトリアル』通巻660号「新車年鑑1998年版」（1998年10月・電気車研究会）
  - 藤井信夫、大幡哲海、岸上明彦「各社別車両情勢」 pp. 83-100
  - 「竣工月日表」 pp. 198-210

- 『鉄道ピクトリアル』通巻692号「新車年鑑2000年版」（2000年10月・電気車研究会）
  - 藤井 信夫、大幡 哲海、岸上 明彦「各社別車両情勢」 pp. 101-119
  - 土佐くろしお鉄道（株）運輸車両課 林 治孝「土佐くろしお鉄道 TKT-8000形 3次車」 pp. 154
  - 「民鉄車両 車両諸元表」 pp. 238-240
  - 「1999年度 車両動向」 pp. 187-201

- 『鉄道ピクトリアル』通巻708号「新車年鑑2001年版」（2001年10月・電気車研究会）
  - 天竜浜名湖鉄道（株）運転課 村松 基安「天竜浜名湖鉄道 TH2000形」 pp. 121-122

- 『レイルマガジン』通巻230号付録（2002年11月・ネコ・パブリッシング）
  - 岡田誠一「民鉄・第三セクター鉄道 現有気動車ガイドブック2002」 pp. 1-32

- 『鉄道ファン』通巻505号（2003年5月・交友社）
  - 「由利高原鉄道YR-2002形」 pp. 74

- 『レイルマガジン』通巻250号（2004年7月・ネコ・パブリッシング）
  - 寺田 祐一「私鉄・三セク気動車 141形式・585輌の今!」 pp. 4-50

- 『鉄道ピクトリアル』通巻855号「鉄道車両年鑑2011年版」（2011年10月・電気車研究会）
  - 岸上 明彦「2010年度民鉄車両動向」 pp. 123-154

- 『鉄道ピクトリアル』通巻868号「鉄道車両年鑑2012年版」（2012年10月・電気車研究会）
  - 岸上 明彦「2011年度民鉄車両動向」 pp. 86-119
  - 「各社別新造・改造・廃車一覧」 pp. 220-231

- 『私鉄車両編成表 2017』（2017年7月・交通新聞社）
  - 「土佐くろしお鉄道」 pp. 182

### Web資料
- “台車近影 NP120D　NP120T ／ 鹿島鉄道KR-500形”.   鉄道ホビダス (2008年5月21日). 2017年11月19日閲覧。
- “だるま夕日号しゅっぱーつ”.   四万十市 (2006年4月30日). 2018年1月3日閲覧。
- “土佐くろしお鉄道【サイクルトレイン】運行”.   四万十市. 2018年1月3日閲覧。
- “中村・宿毛線イメージキャラクター紹介”.   土佐くろしお鉄道 中村・宿毛線運営協議会. 2018年1月1日閲覧。